# ŽKK Voždovac Belgrado
Ženski košarkaški klub Voždovac Belgrado (Servisch: Женски кошаркашки клуб Вождовац) was een damesbasketbalclub in Belgrado, Servië.

## Geschiedenis
De club werd opgericht in 1955 en speelde haar thuiswedstrijden in SC Šumice. In 1972 haalde de club die finale om de Women Basketball European Cup Winners' Cup. Ze verloren van Spartak Leningrad uit de Sovjet-Unie met 124-170 over twee wedstrijden. In 1972 behaalde Voždovac de dubbel (landskampioen en bekerwinnaar), als eerste club in Joegoslavië. Voždovac is een houder van 2 Landskampioenschappen en 2 Nationale bekers. In 2013 werd de club opgeheven.

## Erelijst
- Landskampioen Joegoslavië: 2
  - Winnaar: 1972, 1975
  - Tweede: 1974, 1982, 1983

- Bekerwinnaar Joegoslavië: 2
  - Winnaar: 1972, 1984
  - Runner-up: 1974

- Women Basketball European Cup Winners' Cup:
  - Runner-up: 1972
  - Halve finale 1980, 1984

## Bekende spelers
| - Ružica Krstić - Lenka Trajkovski - Jasna Tanjević - Zorica Kovrlija - Slobodanka Malenović - Branka Jovanović - Jelka Kalenić - Dragica Ćurulić |  | - Grozdana Katić - Snežana Glavčić - Dragoslava Matijašević - Nevenka Tabaković - Olivera Čangalović - Gordana Jeremić - Bojana Milošević - Mira Ivanović |  | - Tanja Ilić-Pavlić - Sonja Cimbaljević - Jasmina Perazić - Bojana Vulić - Nataša Kovačević - Marija Tonković - Julijana Vojinović |

## Bekende trainers
- Miroljub Stojković
- Slobodan Mićović
- Aleksandar Stanimirović
- Vladislav Lučić
- Zoran Tir